# Les Masses
Les Masses is een klein en relatief onbekend (ski)dorp in Zwitserland, gelegen in het kanton Valais (Wallis). Het is onderdeel van de commune van Hérémence (postcode 1987).
Les Masses ligt op 1550 meter hoogte. De bebouwing bestaat uit vrijstaande chalets en een enkel kleinschalig appartementengebouw van 4 etages. Op het dorpsplein van Les Masses is een supermarkt gevestigd, een restaurant, en een verhuurbureau dat tevens de verkoop van skipassen verzorgt.
Les Masses is onderdeel van het skigebied Les 4 Vallées, met meer dan 400 km skipistes en off-piste afdalingen. De stoeltjeslift van Les Masses is onderdeel van het liftbedrijf van Thyon en biedt direct aansluiting op de vernieuwde (2009) stoeltjeslift Etherolla en sleeplift Muraz.
Aan de kant van Les Masses kent dit skigebied de bekendere plaatsen Thyon 2000, Les Collons en Veysonnaz. Enkele afdalingen zijn onder andere de worldcup afdaling "Piste de l'Ours" en de niet geprepareerde afdaling l'Eteygeon vanaf de Greppon Blanc (2700) naar Pralong (1550).